# 麥克·麥尼安
麥克·彼得松·麥尼安（法語：Mike Peterson Maignan；1995年7月3日—），法國足球運動員，現效力意甲球會AC米兰，法國國家足球隊成員，司職守門員。現役最佳門將之一，以其反應能力、分析能力和領導能力而聞名。
麥尼安出生在法屬圭亞那的卡宴，母親是海地人，父親是法國人。

## 俱樂部生涯
1995年7月3日出生的麥尼安，在年少時加入了巴黎聖日耳曼青訓。而在巴黎聖日耳曼，主力門將一直被薩爾瓦托雷·西里古佔據，而作為歐洲頂尖的青訓營，阿雷奧拉也是球隊的重要未來儲備，因此麥尼安雖然表現不錯，但也很難在這裏有成為主力的機會。
2015年夏天，德國門將凱文·特拉普加盟球隊，麥尼安決定離開效力多年的球隊，以100萬歐元的身價加盟里爾。
在里爾，麥尼安暫時也無法獲得主力位置，他也只能暫時作為雲遜·安耶馬的備選。
麥尼安在對陣雷恩的聯賽中首次獲得了出場機會。由於安耶馬在比賽中紅牌被罰下，邁尼昂換下雅辛·本齊亞。不過他一出場就撲出了保羅·尼特普主罰的點球。
在2015-2017年間，麥尼安在聯賽中大部分時間都在替補上，出場11次表現不錯，在杯賽裡他則得到了不少的出場機會，也讓他成為了法國國青隊的門將候選之一。在2017年夏天，馬塞洛·貝爾薩上任後他成為主力門將。
2021年5月27日，意甲球隊AC米蘭宣佈，從里爾正式簽下麥尼安，簽約至2026年6月30日；以取代放棄與球會續約自由加盟巴黎聖日耳曼的意大利國腳當拿隆馬。他加盟首個球季即奪得義甲聯賽冠軍，獲得當季聯賽最佳門將；亦是球會奪冠的功臣之一，讓米蘭球迷迅速忘卻無情離隊的當拿隆馬，成為球會的新英雄。

## 國家隊生涯
麥尼安入選過法國U16、U17、U18、U19和U20青年隊，他的青年隊首秀是對陣烏克蘭（法國以2：0獲勝）。在2015年10月至2016年11月之間，他總共與法國青年隊出場6次。 
2019年5月，麥尼安首次入選法國國家足球隊，2020年10月7日，麥尼安在法國對陣烏克蘭的友誼賽中完成首秀。
2021年5月，法國國家隊公佈了參加2020年歐洲杯的26人大名單，麥尼安入選，成為二號門將。2022年世界盃前的熱身賽他不幸受傷，導致錯過該屆大賽。2023年年初復出後成為法國國家隊一號門將，取代退出國家隊的隊長曉高·洛里斯。他在2022年3月27日法國隊同愛爾蘭隊的歐洲盃預選賽中表現出色，接連撲出對方兩個必進球，力保球門不失的他讓法國隊最終以1:0的比分戰勝對方。

## 榮譽
里爾
- 法國足球甲級聯賽：2020–21

AC米蘭
- 意大利足球甲级联赛冠軍：2021-22[9]
- 義大利超級盃冠軍：2024

法國
- 歐洲足協國家聯賽：2020–21[10]

個人
- 法國足球甲級聯賽最佳門將：2018–19
- 法國足球甲級聯賽最佳陣容：2018–19
- 意大利足球甲级联赛最佳門將：2021–22[11]

## 外部連結
- 维基共享资源上的相關多媒體資源：麥克·麥尼安
- 麥克·麥尼安－UEFA國際賽競賽紀錄